# 里内信夫
里内 信夫（さとうち しのぶ、1958年2月11日 - ）は、日本の男性声優、一級建築士。京都府久世郡（現：城陽市）出身。青二プロダクション所属。里内建築事務所主宰。

## 来歴
青二塾大阪校第3期生。同期には萩森侚子がいる。
東海大学工学部建築学科卒業。

## 人物
資格・免許は一級建築士、茶道。方言は関西弁。
建築家の村野藤吾に7年間師事し（村野最後の弟子）、1987年に里内建築事務所を開設した。
茶道では裏千家の金澤宗也に師事する。

## 出演
太字はメインキャラクター。

### テレビアニメ
1988年
- キテレツ大百科（専務、侍B、記者、座員、アナウンサー、南田、助監督）
- 魁!!男塾（ヤクザC）
- ひみつのアッコちゃん（第2作）（係員、ホタルの仲間、ディレクター）
- ハロー!レディリン（運転手）

1989年
- 新ビックリマン（天使）
- 戦え!超ロボット生命体 トランスフォーマーV（タックル、観測隊員A、ホイルジャック、ライリュウ）
- ドラゴンクエスト アベル伝説（1989年 - 1990年、キャットフライ、船員B、オスモンスター、ガーゴイル、兵士、コドラ、モンスター、ドラゴンライダー、大魔王）
- ドラゴンボールZ（1989年 - 1991年、審判、調査員、部下、戦士、兵士）
- 魔法使いサリー（1989年 - 1991年、看板男、親類B、若者、警察、魔物B 他）

1990年
- かりあげクン（コーチ）
- ドラゴンボールZ たったひとりの最終決戦〜フリーザに挑んだZ戦士 孫悟空の父〜（サイヤ人D）
- まじかる☆タルるートくん（1990年 - 1991年、暴走族、青年、消ゴム、黒服軍団、運動部員、学生、韋駄天足ん〈左〉、カイロ君）
- もーれつア太郎（第2作）（ココロのボスの子分B、タヌキ島、ハエ）

1991年
- 緊急発進セイバーキッズ（1991年 - 1992年、ロボット、司会、アナウンス、男A、アナウンサー 他）
- きんぎょ注意報!（教師）
- ゲッターロボ號（所員）

1992年
- 超電動ロボ　鉄人28号FX
- 美少女戦士セーラームーン（通行人、妖魔アカン）
- まぼろしまぼちゃん（村男A）

1993年
- GS美神（ディレクター、幽霊、ガイコツ、男、悪霊、低級霊）
- SLAM DUNK（宮益義範、角田悟、伊藤卓、今中、越野宏明、佐々岡智、横中選手 他）
- ツヨシしっかりしなさい（老人、松本裕太の父）
- ドラゴンボールZ 絶望への反抗!!残された超戦士・悟飯とトランクス（アナウンサー）
- 忍たま乱太郎（老人、牢番 他）

1994年
- 蒼き伝説シュート!（教師、選手、テレビアナウンサー）
- 真拳伝説タイトロード（手下、側近、部下 他）
- ママレード・ボーイ（審判、医者、医師）

1995年
- アニメ世界の童話（門番、壺売り、子分）

1996年
- ゲゲゲの鬼太郎（第4作）（1996年 - 1997年、ケンの父親、先生〈初代〉、小豆はかり、一目入道親方、飼育係、カッパ、鯖太郎、妖犬 他）
- ドラゴンボールGT（1996年 - 1997年、ギル、重役、プイプイ）

1997年
- クレヨンしんちゃん（老人B）

1999年
- コレクター・ユイ（1999年 - 2000年、フォロー、教授） - 2シリーズ
- 週刊ストーリーランド（召使い、村人、又吉、中年男 他）

2000年
- 勝負師伝説 哲也（客、大熊、店長）
- マシュランボー（ガリザーニ）
- ONE PIECE（2000年 - 2022年、カルネ、医者）

2002年
- Kanon-カノン-（教師）

2004年
- 名探偵コナン（2004年 - 2019年、水井純一、解説人）

2008年
- ねぎぼうずのあさたろう（浜焼き屋のおやじ、旅人、白菜師範代、商屋の主人、とうかん組、薬屋の主人 他）

2009年
- ドラゴンボール改（ドクター）

### 劇場アニメ
1990年
- 風の名はアムネジア
- ドラゴンボールZ 地球まるごと超決戦（カカオ）

1991年
- うしろの正面だあれ
- ドラゴンボールZ 超サイヤ人だ孫悟空（兵士A）

1992年
- 三国志 第一部 / 第二部（1992年 - 1993年、若者、牧童） - 2作品

1993年
- ろくでなしBLUES 1993（上田）

1994年
- スラムダンク 全国制覇だ! 桜木花道（角田）

1995年
- スラムダンク 吠えろバスケットマン魂!! 花道と流川の熱き夏（角田）

1996年
- ゲゲゲの鬼太郎 大海獣（社員B）

2003年
- 名探偵コナン 迷宮の十字路（鷲尾七郎）

### OVA
1988年
- Crying フリーマン（殺し屋A）

1990年
- BE-BOP-HIGHSCHOOL（1990年 - 1998年、高校生F、天保工業不良A、白山不良）

1991年
- 新・湘南爆走族 荒くれナイト（虎武羅）
- スローステップ（主審）
- 巴がゆく!（男性アナ）

1992年
- 一本包丁満太郎2 大阪そうめん戦争（店員）
- 機神兵団（通信員）
- 創竜伝

1993年
- 銃夢
- Rance 砂漠のガーディアン（ロンメル）

1994年
- カメレオン3（支配人）
- ふしぎ森の仲間たち（わんぱく仲間たち）

1995年
- 人間革命（松井、渡、中道）

1997年
- でたとこプリンセス（宿屋の主人）

1998年
- 真（チェンジ!!）ゲッターロボ 世界最後の日（古田）

1999年
- 湘南爆走族12 完結篇 桜吹雪の卒業式（小泉くん）
- ぐるぐるタウンはなまるくん（ゆーほさん、パオーさん、ライオン市長）

2009年
- プラレールわいわいDVD（Dr.ぴかっと）

### Webアニメ
- ブラック・ジャック（2001年、助手、黒人医師、観客、医者、救急隊員）

### ゲーム
1989年
- ヴァリスII（蒼犀のガイアス、紅蓮のトウ）

1992年
- ライズ・オブ・ザ・ドラゴン（警備員）

1993年
- サークIII（ネクロマンサー）

1997年
- スターフォックス64（フォックス・マクラウド、レオン・ポワルスキー、違法改造戦艦 サルマリン号、カイマン）
- 毛利元就 誓いの三矢（毛利隆元）

1998年
- シャイニング・フォースIII シナリオ2・3（ダビデ、ダッカ） - 2作品

1999年
- 大乱闘スマッシュブラザーズシリーズ（1999年 - 2018年、フォックス・マクラウド〈64・DX〉、レオン・ポワルスキー、ドクターライト） - 6作品

2001年
- 松本零士999 〜Story of Galaxy Express 999〜（親父）
- メタルギアソリッド2

2002年
- 電車でGO! 旅情編（運転士）

2005年
- スターフォックス アサルト（レオン・ポワルスキー、ならずもの、コーネリア兵）
- ドラゴンボールZ3（ギル）

2006年
- メタルギアソリッド ポータブル オプス（兵士）

2007年
- ドラゴンボールZ スパーキング!メテオ（ギル、プイプイ）
- メタルギアソリッド ポータブル・オプス+（兵士）

2008年
- ドラゴンボールZ インフィニットワールド（ギル）
- 龍が如く 見参!

2010年
- ドラゴンボールヒーローズ（2010年 - 2019年、ヒーローロボ、カカオ） - 6作品

2012年
- オール仮面ライダー ライダージェネレーション2（仮面ライダーストロンガー）
- ワンピース ROMANCE DAWN 冒険の夜明け（カルネ）

2015年
- ドラゴンボール ゼノバース（ラジオアナウンサー、店員ロボット）

2016年
- ドラゴンボール ゼノバース2（店員ロボット）
- ドラゴンボールフュージョンズ（ギル）

2019年
- テイルズ オブ アライズ（ドラシン）

### ドラマCD
- 風の大陸 CDシネマ1 邂逅編 上（その手下B）
- ドラマCD版クロックタワーゴーストヘッド（鷹野初）
- CDシアター ドラゴンクエストIV（ロレンス）
- ロードス島戦記（エルフ）
- DRAMA CD メタルギアソリッド Vol.2
- イズミ幻戦記 鳴動編 カセットブック（柴田）

### 音楽CD
- ときめきメモリアル Girl's Side 2nd Kiss ドラマ&イメージソングアルバム Vol.1（台詞）

### ラジオドラマ
- 昭夫の日記
- 沈黙の艦隊

### 吹き替え

#### 人形劇
- きかんしゃトーマス（トップハム・ハット卿の執事、ボコ、ピーター・サム、ダスティー 他）※フジテレビ版

### テレビドラマ
- 透明人間（クロノスの声）

### ナレーション
- パラダイスキー